# ISO 3166-2:IS

ISO 3166-2:IS é um padrão ISO que define códigos geográficos. É uma subdivisão do ISO 3166-2, que se aplica à Islândia. O código consiste de duas partes: a primeira é o código ISO 3166-1 para a Islândia (IS) e a segunda é um único caractere ligado à primeira parte por um hífen.
| IS-1 | Höfuðborgarsvæði (Região da Capital)        |
| IS-2 | Suðurnes (Península Meridional)             |
| IS-3 | Vesturland (Terra Ocidental)                |
| IS-4 | Vestfirðir (Fjordes Ocidentais)             |
| IS-5 | Norðurland vestra (Terras Norte-Ocidentais) |
| IS-6 | Norðurland eystra (Terras Norte-Orientais)  |
| IS-7 | Austurland (Terras Orientais)               |
| IS-8 | Suðurland (Terras Meridionais)              |

| Höfuðborgarsvæði  | IS-1 |
| Austurland        | IS-7 |
| Norðurland eystra | IS-6 |
| Norðurland vestra | IS-5 |
| Suðurland         | IS-8 |
| Suðurnes          | IS-2 |
| Vesturland        | IS-3 |
| Vestfirðir        | IS-4 |

ISO 3166-2:IS é a entrada para a Islândia no ISO 3166-2, parte do padrão ISO 3166 publicado pela Organização Internacional para Padronização (ISO), que define códigos para os nomes das principais subdivisões (ex., províncias ou estados) de todo países codificado no ISO 3166-1.
Atualmente, códigos ISO 3166-2 para a Islândia, são definidos por 9 regiões (incluindo Reykjavík, a capital do país, embora seja parte da Região da Capital).
Cada código é composto por duas partes, separadas por um hífen. A primeira parte é  IS , o Código da Islândia no ISO 3166-1 alfa-2. A segunda parte é um dígito (0–8).

## Códigos atuais
Nomes de subdivisão estão listados como no padrão ISO 3166-2 publicada pela Agência de Manutenção ISO 3166 (ISO 3166/MA).
Clique no botão no cabeçalho da coluna para classificar cada um.

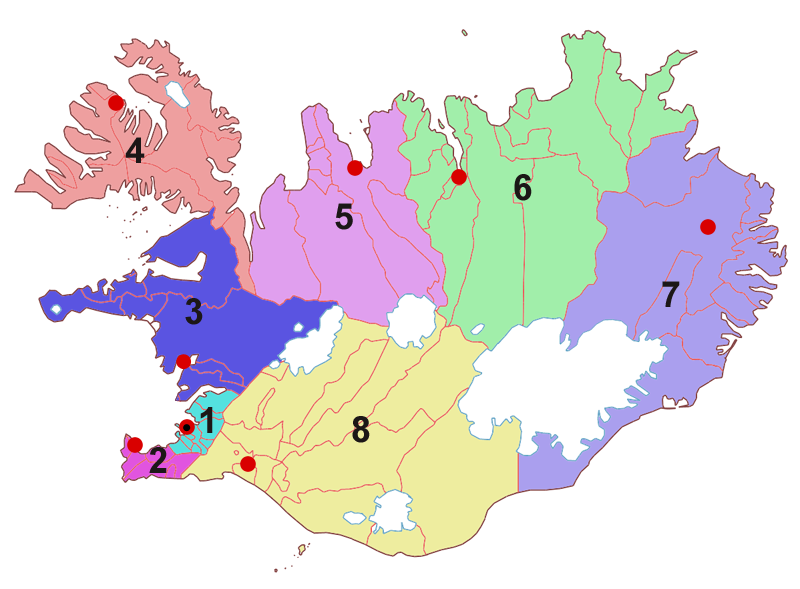
Mapa da Islândia com cada região (excluindo Reykjavík, marcado pelo ponto vermelho com centro negro) rotulada com a segunda parte do seu código ISO 3166-2.

| Código | Nome da subdivisão                |
| ------ | --------------------------------- |
| IS-7   | Austurland                        |
| IS-1   | Höfuðborgarsvæði utan Reykjavíkur |
| IS-6   | Norðurland eystra                 |
| IS-5   | Norðurland vestra                 |
| IS-0   | Reykjavík                         |
| IS-8   | Suðurland                         |
| IS-2   | Suðurnes                          |
| IS-4   | Vestfirðir                        |
| IS-3   | Vesturland                        |